# (1811) Bruwer
(1811) Bruwer es un asteroide que forma parte del cinturón de asteroides y fue descubierto por Ingrid van Houten-Groeneveld, Cornelis Johannes van Houten y Tom Gehrels desde el observatorio del Monte Palomar, Estados Unidos, el 24 de septiembre de 1960.

## Designación y nombre
Bruwer recibió inicialmente la designación de 4576 P-L.
Más adelante se nombró en honor del astrónomo neerlandés Jacobus Albertus Bruwer.

## Características orbitales
Bruwer está situado a una distancia media del Sol de 3,137 ua, pudiendo alejarse hasta 3,474 ua y acercarse hasta 2,799 ua. Tiene una inclinación orbital de 8,518° y una excentricidad de 0,1076. Emplea 2029 días en completar una órbita alrededor del Sol.